# Striga sulphurea
Striga sulphurea är en snyltrotsväxtart som beskrevs av Dalz.. Striga sulphurea ingår i släktet Striga och familjen snyltrotsväxter. Inga underarter finns listade i Catalogue of Life.